# Galette bressane
Pour les articles homonymes, voir Galette.
La galette bressane est un dessert typiquement bressan.
Elle est considérée comme étant plus « riche » que la galette au sucre, autre spécialité de l'Ain (exactement de Pérouges, dans la Côtière).
En se rapprochant de Lyon, il est possible de trouver une variante de la galette bressane sur laquelle les pâtissiers ajoutent des pralines roses.